# كولمان رودولف
كولمان رودولف (بالإنجليزية: Coleman Rudolph)‏ هو لاعب كرة قدم أمريكية أمريكي، ولد في 22 أكتوبر 1970 في فالدوستا في الولايات المتحدة.

## وصلات خارجية
- كولمان رودولف على موقع مرجع كرة القدم المحترفة.كوم (الإنجليزية)